# We Don't Wanna Put In
«We Don't Wanna Put In» — пісня, з якою грузинська група Stephane і 3G хотіла представити Грузію на конкурсі пісні «Євробачення-2009», що проходив в Москві.

## Фінал національного відбору
18 лютого 2009 року на першому каналі громадського телебачення Грузії пройшов відбірковий конкурс, який визначив виконавця, який представлятиме Грузію на конкурсі пісні «Євробачення».
Переможцем стала група «Stephane і 3G» з піснею «We Do not Wanna Put In».

## Твердження про політичний підтекст
Після проведення внутрішнього відбіркового туру «Євробачення 2009», виконавець Стефане заявив: «Виконавці не приховують такого підтексту». Пісня є протестом Грузії проти збройного конфлікту з Росією в серпні 2008 року.
У лютому 2009 року деякі російські ЗМІ відзначали, що пісня на слух може сприйматися як текст, що містить згадування імені якогось «Путіна», на якого звернена фраза «ми не хочемо», що було витлумачено як алюзія на чинного Голови Уряду Росії В. В. Путіна рядки We do not wanna put in / The negative move, / It's killin 'the groove на слух можуть розумітися як «Ми не хочемо Путіна / Це руйнування / Це вбиває весь кайф».. Також в тексті є рядок: You better change your perspective («Вам краще змінити свій кут зору»).
20 лютого 2009 року в пресі з'явилася інформація, що текст пісні буде змінений. Також повідомлялося, що цьому сприяла виступала в 2008 році на «Євробаченні» від Грузії співачка Діана Гурцкая, яка назвала вибір цієї пісні «величезною помилкою і провокацією, яку не можна допустити». Але вже до вечора того ж дня керівник національного проекту відбору колективу на конкурс Натіа Узнадзе спростувала цю інформацію, заявивши, що текст пісні змінюватися не буде, і, що Діана Гурцкая ніяк не намагалася вплинути на рішення відбіркового журі.
Продюсер Діми Білана, переможця «Євробачення 2008», Яна Рудковська назвала пісню Грузії аморальною, виступивши за її дискваліфікацію: {{На мій погляд, це аморально. Я вважаю, що рада Євробачення і керівництво Першого каналу не повинні допустити цю пісню до участі, оскільки вона ображає нашу країну.}}
Один з лідерів грузинської опозиції Давид Гамкрелідзе назвав текст пісні провокаційним, порадивши змінити його.

## Відмова від участі в конкурсі
10 березня 2009 року в різних засобах масової інформації з'явилося повідомлення про те, що Європейська мовна спілка зажадала від Грузії внести зміни в текст пісні групи «Стефані і 3G». Як повідомляється на офіційному сайті Європейської мовної спілки, пісня «We do not wanna put in» не відповідає вимогам 4 пункту 9 правила проведення «Євробачення». Згідно з правилами, пісні «не повинні шкодити репутації виступу або пісенному конкурсу Євробачення». Текст і назва пісні «Стефані і 3G», в якому можна побачити натяк на прем'єр-міністра РФ Володимира Путіна, на думку організаторів «Євробачення», порушує правила конкурсу.
Щоб все ж взяти участь в конкурсі, Грузії до 16 березня необхідно було або вибрати іншу пісню, або змінити текст вже обраної.
11 березня 2009 року продюсер компанії «Євробачення-Грузія» Натія Узнадзе заявила про офіційну відмову Грузії виступати на пісенному конкурсі « Євробачення 2009»:
|  | Ми відмовилися від участі в конкурсі на знак протесту. Ми не будемо міняти текст пісні «We do not wanna put in», з якою Грузія мала намір виступити на конкурсі. |

Міністр культури Грузії Ніка Руруа заявив: «Упевнений, що керівництво» Євробачення «зазнавало безпрецедентний тиск з боку Росії. Тим більше, що Росія для цього може використовувати серйозний фінансовий важіль».